# Epigytholus kaszabi
Genre
Espèce
Synonymes
- Lepthyphantes kaszabi Wunderlich, 1995
- Epigytholus tuvensis Tanasevitch, 1996

Epigytholus kaszabi, unique représentant du genre Epigytholus, est une espèce d'araignées aranéomorphes de la famille des Linyphiidae.

## Distribution
Cette espèce se rencontre en Mongolie et en Russie en république de Touva,

## Publications originales
- Wunderlich, 1995 : Linyphiidae aus der Mongolei (Arachnida: Araneae). Beiträge zur Araneologie, vol. 4, p. 479-529.
- Tanasevitch, 1996 : Reassessment of the spider genus Wubanoides Eskov, 1986 (Arachnida: Araneae: Linyphiidae). Reichenbachia, vol. 31, p. 123-129.